# Han Da-min
Han Da-min (de nacimiento Ham Mi-na) es una actriz surcoreana. Protagonizó la serie You're Only Mine (2014).

## Filmografía

### Series de televisión
| Año  | Título                             | Rol                             | Red  |
| ---- | ---------------------------------- | ------------------------------- | ---- |
| 2006 | Seoul 1945                         | enfermera Yang                  | KBS1 |
| 2006 | The Invisible Man, Choi Jang-soo   | Jung Soon-kyung                 | KBS2 |
| 2006 | Love Me When You Can               | Lee Ji-hye                      | MBC  |
| 2006 | Drama City "십분간, 당신의 사소한" | profesora de Lee Hwa-in (joven) | KBS2 |
| 2007 | Surgeon Bong Dal-hee               | madre de Min-ji                 | SBS  |
| 2007 | Merry Mary                         | The Clever One                  | MBC  |
| 2007 | The 1st Shop of Coffee Prince      | Han Byul                        | MBC  |
| 2007 | Drama City "신파를 위하여"         | Lee Jung-ah                     | KBS2 |
| 2007 | The King and I                     | Reina Gonghye                   | SBS  |
| 2008 | Wanted: Son-in-law                 | Han Eun-soo                     | SBS  |
| 2008 | Chunja's Happy Events              | Park Jung-yeon                  | MBC  |
| 2009 | Cain and Abel                      | Lee Jung-min                    | SBS  |
| 2010 | Dong Yi                            | Eun-geum                        | MBC  |
| 2010 | Giant                              | Cheon Soo-yeon                  | SBS  |
| 2014 | You're Only Mine                   | Lee Yoo-ra                      | SBS  |

### Cine
| Año  | Título                     | Papel       |
| ---- | -------------------------- | ----------- |
| 2006 | The Legend of Seven Cutter | Lee Yoon-ah |